# Il ballo di San Vito (singolo)
Il ballo di San Vito è un singolo di Vinicio Capossela, pubblicato nel 1996 come estratto dall'album Il ballo di San Vito. Il brano fa parte della colonna sonora del film Il 7 e l'8 di Ficarra e Picone.

## Descrizione
Il ballo di San Vito è una tarantella, il titolo fa riferimento al nome con cui è nota comunemente la malattia Corea di Sydenham. Il disco è stato pubblicato solamente in edizione promozionale, in CD singolo, dall'etichetta discografica CGD East West con numero di catalogo LC 0150.

## Tracce
1. Il ballo di San Vito – 3:22